# Denis Gremelmayr
Denis Gremelmayr (* 16. August 1981 in Heidelberg) ist ein ehemaliger deutscher Tennisspieler.

## Tenniskarriere
Denis Gremelmayr spielte im Alter von fünf Jahren mit seinen Eltern zum ersten Mal Tennis. Als Junior wurde er 1999 die Nummer 1 in Deutschland und erreichte unter anderem bei den US Open das Achtelfinale.
Im Jahr 2000 spielte er bei den Profis und konnte im September 2000 in Japan zum ersten Mal ein Future-Turnier gewinnen. 2001 folgten zwei weitere Titel in Indien sowie der Dominikanischen Republik und damit der Einzug in die Top 500 der Tennisweltrangliste.
Nach einem weiteren Future-Titel zu Beginn des Jahres 2002 konnte sich Gremelmayr im Februar 2002 in Kopenhagen durch einen Sieg über den damals achtzehnjährigen Robin Söderling erstmals für ein ATP-Turnier qualifizieren, verlor jedoch in der ersten Runde gegen Irakli Labadse. Den Rest des Jahres spielte er hauptsächlich Turniere der ATP Challenger Tour, und konnte dabei dreimal das Viertelfinale erreichen. Seine bis dahin beste Platzierung in der Weltrangliste war Rang 264.
Im Jahr 2003 hatte Gremelmayr mit einer Schulterverletzung zu kämpfen. Seine größten Erfolge dieses Jahres waren ein Doppeltitel beim Challenger-Turnier von Fürth an der Seite von Simon Greul sowie ein Future-Titel in den Niederlanden.
Auch das folgende Jahr war von Verletzungen geprägt: Aufgrund einer Verletzung am rechten Handgelenk konnte Denis Gremelmayr zwischen April und August 2004 keine Turnier bestreiten und fiel bis auf Platz 720 der Weltrangliste zurück. Dank starker Ergebnisse bei Future-Turnieren zum Ende des Jahres (unter anderem ein Sieg in Thailand) konnte er das Jahr jedoch wieder in den Top 500 beenden.
2005 gab es gleich mehrere Erfolge zu feiern: Auf Future-Ebene konnte Gremelmayr zwei Turniere gewinnen, und in Calabasas erreichte er zudem erstmals das Finale eines Challenger-Turniers. Außerdem konnte er sich in diesem Jahr für die ATP-Turniere von ’s-Hertogenbosch, Bangkok und Tokio qualifizieren, und gewann dabei in Bangkok gegen den Kroaten Roko Karanušić sein erstes Match auf ATP-Ebene. Als „Belohnung“ gab es ein Zweitrundenmatch gegen den damaligen Weltranglistenersten Roger Federer, wo Gremelmayr chancenlos blieb. Bei den US Open 2005 versuchte sich Gremelmayr erstmals für ein Grand-Slam-Turnier zu qualifizieren. Er verlor in der dritten Qualifikationsrunde gegen den Schweizer Michael Lammer.
Besser machte er es Anfang 2006, als er sich bei den Australian Open qualifizierte und somit erstmals im Hauptfeld eines Grand-Slam-Turniers stand. Nach einem Erstrundensieg über den Schweden Jonas Björkman traf Gremelmayr in der zweiten Runde auf den an Position 13 gesetzten US-Amerikaner Robby Ginepri, den er nach einem 0:2-Satzrückstand noch in fünf Sätzen niederringen konnte. In der dritten Runde war dann jedoch gegen den späteren Finalisten Marcos Baghdatis aus Zypern Endstation. Im Mai 2006 konnte sich Denis Gremelmayr in München erneut für ein ATP-Turnier qualifizieren und besiegte in der ersten Runde mit dem topgesetzten Guillermo Coria erstmals einen Top-10-Spieler. Nach einem Zweitrundensieg über Alexander Peya konnte er erst im Viertelfinale vom späteren Turniersieger Olivier Rochus gestoppt werden. Auch bei den ATP-Turnieren von Kitzbühel und Washington erreichte Gremelmayr jeweils die dritte Runde und stieg daraufhin erstmals in die Top 100 der Weltrangliste ein. Der Rest des Jahres verlief weniger erfolgreich, unter anderem aufgrund von Problemen mit der Bandscheibe.
Daher verlor Gremelmayr in der Weltrangliste wieder Plätze und musste 2007 erstmal wieder auf der Challenger Tour spielen. Nachdem er im Juni 2007 in Košice zum zweiten Mal in seiner Karriere ein Challenger-Finale erreicht hatte, konnte er im September 2007 in Düsseldorf mit einem Sieg über Andreas Haider-Maurer seinen ersten Titel feiern. Im November 2007 folgte in Eckental der zweite Titel, wo er das Finale aufgrund der Aufgabe seines Gegners Roko Karanušić kampflos gewann. Auf ATP-Ebene war das Jahr nicht so erfolgreich wie das vorherige: Gremelmayr konnte sich für kein Grand-Slam-Turnier qualifizieren, bei vier ATP-Turnierteilnahmen gab es zudem jeweils Erstrundenniederlagen.
Dies änderte sich im Jahr 2008. Gleich zu Beginn konnte sich Gremelmayr wie schon vor zwei Jahren für die Australian Open qualifizieren. Dort gelangte er nach einem Sieg über Sergio Roitman in die zweite Runde, wo er in fünf Sätzen gegen Vincent Spadea verlor. Auch bei den ATP-Turnieren von San José und Zagreb konnte er jeweils die zweite Runde erreichen, bevor dann im April 2008 zwei Karriere-Höhepunkte folgten: In Estoril konnte er nach Siegen unter anderem über Jarkko Nieminen das Halbfinale erreichen, wo er dem damaligen Weltranglistenersten Roger Federer einen Satz abnehmen konnte, dann aber in drei Sätzen verlor. Zwei Wochen später erreichte er in Barcelona erneut das Halbfinale und bezwang auf dem Weg dorthin unter anderem den Top-10-Spieler James Blake sowie den Sandplatzspezialisten Nicolás Almagro. Gegen den spanischen Weltranglistenzweiten Rafael Nadal war er jedoch chancenlos. Nach diesen beiden Turnieren erreichte Gremelmayr mit Rang 59 seine beste Weltranglistenposition. Im weiteren Saisonverlauf scheiterte Gremelmayr bei elf ATP-Turnieren bereits in der ersten Runde, unter anderem bei den drei Grand-Slam-Turnieren in Paris, Wimbledon und New York. Weitere Erfolge dieser Saison waren das Erreichen des Halbfinals in Los Angeles, wo er unter anderem den ehemaligen Weltranglistenersten Marat Safin besiegte, sowie die Verteidigung seines Challenger-Titels in Eckental.
Die Saison 2009 verlief weniger erfolgreich: In der ersten Runde der Australian Open verlor er in fünf Sätzen gegen David Ferrer. Nach zwei Zweitrundenniederlagen bei den ATP-Turnieren von San José und München schied Gremelmayr auch bei den French Open in der ersten Runde gegen Andrei Golubew aus. Dies war sein vorerst letztes Match auf ATP-Ebene. Auch auf Challenger-Ebene konnte er nicht an alte Erfolge anknüpfen und fiel daher zum Saisonende auf Platz 235 der Weltrangliste.
Daher musste er 2010 erstmals seit fünf Jahren wieder auf Future-Turnieren spielen, um Weltranglistenpunkte zu sammeln. Der erste große Erfolg der Saison gelang Denis Gremelmayr im Mai 2010 beim Challenger-Turnier von Cremona, als er sich erst durch die Qualifikation kämpfen musste und dann durch einen Sieg über Marius Copil das Turnier gewann. Nach einem Doppel-Sieg beim Challenger-Turnier von Marburg an der Seite von Matthias Bachinger im Juni 2010 folgte im folgenden Monat in Scheveningen durch einen Sieg über Thomas Schoorel der nächste Challenger-Titel. Nur zwei Wochen später konnte Gremelmayr in Posen nach einem Sieg über den jungen Russen Andrei Kusnezow den dritten Challenger-Sieg innerhalb von weniger als drei Monaten feiern. In dieser Zeit stieg er in der Weltrangliste von Platz 324 bis auf Platz 142. In der folgenden Hartplatzsaison konnte Gremelmayr seine Erfolge jedoch nicht fortsetzen; die besten Ergebnisse im weiteren Verlauf des Jahres waren eine Halbfinalteilnahme in Bangkok im September 2010 sowie zwei Wochen später eine Viertelfinalteilnahme in Mons.
Anfang Januar 2011 trat Denis Gremelmayr in Chennai erstmals seit über einem Jahr wieder bei einem ATP-Turnier an. Er verlor jedoch sein Erstrundenmatch gegen Robert Kendrick. Eine Woche später gelang Gremelmayr bei den Australian Open die Qualifikation für das Hauptfeld. Dort schied er in der ersten Runde glatt in drei Sätzen gegen Radek Štěpánek aus. Zwei Wochen später konnte Gremelmayr in Johannesburg gegen den Qualifikanten Nicolaas Scholtz erstmals seit Mai 2009 wieder ein ATP-Match gewinnen. In der zweiten Runde konnte er gegen den Top-100-Spieler Adrian Mannarino den ersten Satz gewinnen, verlor das Match aber letztendlich noch in drei Sätzen. Nach fünf Erstrundenniederlagen in Folge gelang Gremelmayr erst im April 2011 beim ATP-Turnier in München ein Matchgewinn. Er qualifizierte sich als Lucky Loser für das Hauptfeld und besiegte dort den Top-100-Spieler Robin Haase, bevor er in der zweiten Runde gegen Philipp Kohlschreiber ausschied. Durch diesen Erfolg stieg er erstmals seit über zwei Jahren wieder in die Top 100 der Weltrangliste ein. Nach zwei Zweitrundenniederlagen bei Challengers in Prag und Zagreb qualifizierte er sich für die French Open, schied dort jedoch in der ersten Runde gegen Nikolai Dawydenko aus. Beim darauf folgenden Challenger in Fürth kam er bis ins Halbfinale, verlor dieses aber klar gegen Jan-Lennard Struff. Beim Turnier in ’s-Hertogenbosch kam er bis ins Viertelfinale und schlug dabei unter anderem Jarkko Nieminen.
Denis Gremelmayr spielte bis 2004 beim TC Blau-Weiß Sundern in der 1. Tennis-Bundesliga und wurde mit diesem 2003 und 2004 Deutscher Meister. 2005 wechselte er zum TK Grün-Weiss Mannheim, mit dem er 2005, 2007 und 2010 Deutscher Meister sowie 2008 Deutscher Vizemeister wurde.
Im Dezember 2013 gab Gremelmayr offiziell seinen Rücktritt vom Tennissport bekannt.

## Erfolge
| Legende (Anzahl der Siege)  |
| Grand Slam                  |
| ATP World Tour Finals       |
| ATP World Tour Masters 1000 |
| ATP World Tour 500          |
| ATP World Tour 250          |
| ATP Challenger Tour (8)     |

### Einzel

#### Turniersiege
| Nr. | Datum             | Turnier      | Belag       | Finalgegner           | Ergebnis       |
| --- | ----------------- | ------------ | ----------- | --------------------- | -------------- |
| 1.  | 9. September 2007 | Düsseldorf   | Sand        | Andreas Haider-Maurer | 6:75, 6:2, 6:4 |
| 2.  | 11. November 2007 | Eckental (1) | Teppich (i) | Roko Karanušić        | kampflos       |
| 3.  | 9. November 2008  | Eckental (2) | Teppich (i) | Roko Karanušić        | 6:2, 7:5       |
| 4.  | 23. Mai 2010      | Cremona      | Hartplatz   | Marius Copil          | 6:4, 7:5       |
| 5.  | 11. Juli 2010     | Scheveningen | Sand        | Thomas Schoorel       | 7:5, 6:4       |
| 6.  | 25. Juli 2010     | Posen        | Sand        | Andrei Kusnezow       | 6:1, 6:2       |

### Doppel

#### Turniersiege
| Nr. | Datum         | Turnier | Belag | Partner            | Finalgegner                   | Ergebnis       |
| --- | ------------- | ------- | ----- | ------------------ | ----------------------------- | -------------- |
| 1.  | 8. Juni 2003  | Fürth   | Sand  | Simon Greul        | Tomas Behrend Karsten Braasch | 6:3, 1:6, 7:65 |
| 2.  | 27. Juni 2010 | Marburg | Sand  | Matthias Bachinger | Guillermo Olaso Grega Žemlja  | 6:4, 6:4       |

## Grand-Slam-Bilanz

### Einzel
| Turnier1                   | 2013 | 2012 | 2011 | 2010 | 2009 | 2008  | 2007 | 2006 | 2005 | 2004 | 2003 | 2002 | 2001 | 2000 | 1999 | Gesamt |
| -------------------------- | ---- | ---- | ---- | ---- | ---- | ----- | ---- | ---- | ---- | ---- | ---- | ---- | ---- | ---- | ---- | ------ |
| Australian Open            | –    | –    | 1R   | –    | 1R   | 2R    | –    | 3R   | –    | –    | –    | –    | –    | –    | –    | 3R     |
| French Open                | –    | –    | 1R   | –    | 1R   | 1R    | –    | –    | –    | –    | –    | –    | –    | –    | –    | 1R     |
| Wimbledon                  | –    | –    | 1R   | –    | –    | 1R    | –    | –    | –    | –    | –    | –    | –    | –    | –    | 1R     |
| US Open                    | –    | –    | –    | –    | –    | 1R    | –    | –    | –    | –    | –    | –    | –    | –    | –    | 1R     |
| Gewonnene Einzel-Titel     | 0    | 0    | 0    | 0    | 0    | 0     | 0    | 0    | 0    | 0    | 0    | 0    | 0    | 0    | 0    | 0      |
| Gesamt-Siege/-Niederlagen2 | 0:0  | 1:1  | 4:10 | 0:0  | 2:9  | 15:21 | 0:4  | 9:9  | 1:3  | 0:0  | 0:0  | 0:1  | 0:0  | 0:0  | 0:0  | 32:58  |
| Jahresendposition          | 1486 | 531  | 189  | 121  | 238  | 83    | 119  | 138  | 197  | 432  | 335  | 300  | 448  | 624  | 1156 | N/A    |

Zeichenerklärung: S = Turniersieg; F, HF, VF, AF = Einzug ins Finale / Halbfinale / Viertelfinale / Achtelfinale; 1R, 2R, 3R = Ausscheiden in der 1. / 2. / 3. Hauptrunde bzw. Q1, Q2, Q3 = Ausscheiden in der 1. / 2. / 3. Qualifikationsrunde
1 Turnierresultat in Klammern bedeutet, dass der Spieler das Turnier noch nicht beendet hat; es zeigt seinen aktuellen Turnierstatus an. Nachdem der Spieler das Turnier beendet hat, wird die Klammer entfernt.

2 Stand: Karriereende